# Selva costanera del Cross-Sanaga i Bioko
La selva costanera del Cross-Sanaga i Bioko és una ecoregió de la zona afrotròpica, definida per WWF, que s'estén per Nigèria, Camerun i l'illa de Bioko, pertanyent a Guinea Equatorial.
Forma, juntament amb les ecoregions de selva costanera equatorial atlàntica i selva de terres baixes de Sao Tomé, Príncep i Annobón, la regió denominada selva costanera del Congo, inclosa en la llista Global 200.

## Descripció
És una ecoregió de selva plujosa que, amb una extensió de 52.200 quilòmetres quadrats, ocupa una franja d'uns 300 quilòmetres d'ample al llarg de la costa atlàntica entre el riu Cross, al sud de Nigèria, i el Sanaga, al sud-oest de Camerun, a més de les terres baixes de l'illa de Bioko.
Estan exclosos de l'ecoregió els manglars costaners, la Selva montana de Bioko i Mont Camerun (per sobre de 800 msnm) i la selva de la serralada de Camerun (per sobre de 900 msnm). A més, limita al nord amb el mosaic de selva i sabana de Guinea, a l'est amb el mosaic de selva i sabana del nord del Congo, al sud amb la selva costanera equatorial atlàntica i a l'oest amb la selva de transició del Cross-Níger.
El clima és tropical humit; les precipitacions anuals varien des dels 2000 mm anuals a l'interior fins a més de 10.000 al sud-oest de Bioko i dels contraforts del mont Camerun. A les zones més seques pot haver-hi una curta estació seca de dues a tres mesos. La humitat no sol baixar del 90%. Les temperatures oscil·len entre 15-21° i 27-33 °C, amb poques variacions estacionals.

## Flora
La vegetació principal consisteix en selva plujosa costanera higròfila sempreverda, barrejada amb selva plujosa semi-sempreverda a les regions més seques de l'interior, amb arbres de fins a 50 metres d'altura. Les famílies més importants són les anonàcies, lleguminoses, euforbiàcies, rubiàcies i esterculiàcies, encara que predominen les lleguminoses cesalpinioidees. La riquesa d'espècies és excepcional.

## Fauna
La fauna és molt rica; aquesta ecoregió alberga la major diversitat d'espècies de mamífers, aus i papallones selvàtiques de tota Àfrica. També hi ha una gran diversitat de rèptils i amfibis.
Les àrees protegides d'aquesta ecorregión són importants per a la conservació d'espècies com el goril·la occidental (Gorilla gorilla), el ximpanzé (Pan troglodytes) i elefant de selva (Loxodonta cyclotis). Els principals depredadors són el lleopard (Panthera pardus) i l'àguila coronada (Stephanoaetus coronatus).

## Endemismes
Encara quan els inventaris florístics no són complets, la flora endèmica és nombrosa. Entre els arbres endèmics cal citar: Camplyospermum dusenii, Deinbollia angustifolia, Deinbollia saligna, Hymenostegia bakeri, Medusandra richardsiana, Soyauxia talbotii i la Microberlinia bisulcata.
El cercopitec de Preuss (Cercopithecus preussi) és endèmic de l'ecoregió. Altres diverses espècies de primats són semiendèmiques: el cercopitec d'orelles vermelles (Cercopithecus erythrotis), el cercopitec coronat (Cercopithecus pogonias), el dril (Mandrillus leucophaeus) i el galag Euoticus pallidus. El goril·la occidental del riu Cross (Gorilla gorilla diehli) és una subespècie estrictament endèmica de l'ecoregió, i es troba en perill crític d'extinció.
Dos petits mamífers són també endèmics: la ratapinyada vespertiliònida Chalinolobus egeria i la musaranya Crocidura picea, així com el camaleó Chamaeleo camerunensis, els escurçons cecs Cynisca schaeferi i Cynisca gansi i les granotes Afrixalus schneideri, Hyperolius bopeleti i Phrynobatrachus werneri.

## Estat de conservació
Vulnerable. L'agricultura i la tala són extensives. Altres amenaces són la caça de grans mamífers per a alimentació i per a la confecció d'amulets i remeis, i el tràfic d'espècies.

## Protecció
Encara que més del 10% de l'ecoregió està nominalment protegida, la gestió dels parcs no és l'adequada.
A Nigèria es troben el Parc Nacional de Cross River, el Parc Nacional de Gashaka Gumti i la Reserva Forestal del Riu Afi. A Camerun, el Parc Nacional de Korup i la Reserva Forestal de Takamanda.